# Manningford
Manningford – civil parish w Anglii, w hrabstwie Wiltshire. Leży 29 km na północ od miasta Salisbury i 118 km na zachód od Londynu. W 2011 roku civil parish liczyła 405 mieszkańców. W granicach civil parish leżą także Manningford Abbots, Manningford Bohune i Manningford Bruce.